# Filips van Marnix van Sint-Aldegonde

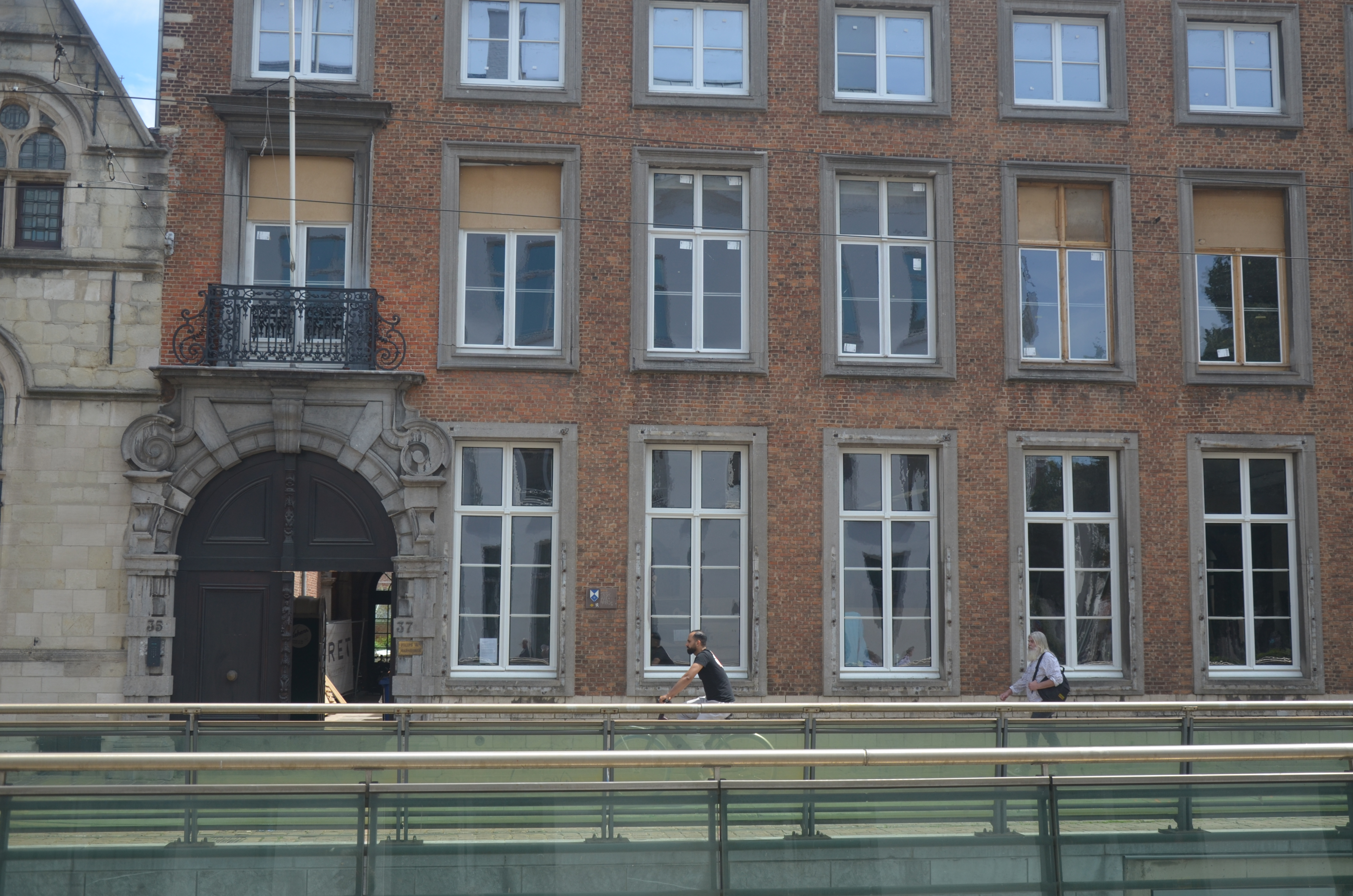
Voorgevel van de woonst van Marnix van St.-Aldegonde te Antwerpen in 1584

Filips van Marnix, heer van Sint-Aldegonde, West-Souburg, etc. (Brussel, tussen 7 maart en 20 juli 1540 – Leiden, 15 december 1598), was een Zuid-Nederlandse schrijver, diplomaat, geleerde en raadgever van Willem van Oranje.
Marnix was buitenburgemeester van Antwerpen tijdens het beleg en de val van Antwerpen in 1585. Hij wordt ook genoemd als auteur van het Wilhelmus, het Nederlandse volkslied. Of hij daadwerkelijk de schrijver is staat echter niet vast. Waarschijnlijker is dat het lied, dat tijdens Oranjes eerste invasie voor het eerst werd gezongen, aan hem toegeschreven werd omdat hij schrijver was en voor Willem van Oranje werkte in de tijd dat het Wilhelmus is ontstaan.

Wapenschild van Filips van Marnix

## Levensloop

Filips van Marnix van Sint-Aldegonde

Marnix stamde uit een geslacht van magistraten uit het dorpje Marnix in de Savoye, die in dienst van Margaretha van Oostenrijk naar de Nederlanden waren gekomen. Hij was de broer van Jan van Marnix, heer van Toulouse. Hijzelf erfde van zijn ouders in 1558 de heerlijkheid Sint-Aldegonde in het graafschap Henegouwen. In 1578 kocht hij in het graafschap Zeeland ook de ambachtsheerlijkheid West-Souburg, samen met de resten van het bijhorende kasteel.
Marnix studeerde theologie in Leuven, Parijs, Dole, Padua en Genève. In deze laatste stad studeerde hij bij Calvijn en Beza en werd hij een overtuigd calvinist. Hij sloot zich in 1565 aan bij het Eedverbond der Edelen. Na de Beeldenstorm (augustus 1566) vluchtte hij naar Bremen, nadien naar Oost-Friesland, waar hij in Kasteel Lütetsburg diverse polemische stukken uitgaf. Het bekendste daarvan is De Byencorf der H. Roomsche Kercke (1569), een felle satire op de Rooms-Katholieke Kerk, dat tot het jaar 1761 ten minste 23 drukken beleefde.
Vanaf 1571 was hij in dienst van Willem van Oranje, wiens overgang tot het calvinisme hij bevorderde. Marnix werd een belangrijke medewerker van Willem, en voerde veel diplomatieke missies voor hem uit. Bij de Eerste Vrije Statenvergadering te Dordrecht was hij Willems afgezant. Tijdens de strijd tegen het Leger van Vlaanderen ("Spanje") (Tachtigjarige Oorlog) werd hij in 1573 door de "Spanjaarden" gevangengenomen en in kasteel Vredenburg gevangen gezet; een jaar later kwam hij vrij na een uitwisseling van gevangenen.
In oktober-november 1576 bereidde Marnix de Pacificatie van Gent voor, waarbij Willems positie in de Nederlanden versterkt werd.
Van 1575 tot 1580 werkte Marnix aan een nieuw Nederlands psalter, waarvoor hij de Psalmen Davids rechtstreeks uit het Hebreeuws vertaalde. In 1591 verscheen een tweede gewijzigde druk en na zijn dood een derde. Het werk kon echter de populaire bundel van Petrus Datheen niet verdringen.
In 1583 benoemde Willem hem tot buitenburgemeester van Antwerpen en werd hem opgedragen de stad te verdedigen na de Spaanse Furie. Tegen de "Spaanse" overmacht onder Alexander Farnese was dit echter een schier onmogelijke opdracht. Als magistraat en militair blonk Marnix niet uit; daartoe miste hij Willems doortastendheid. Er is dan ook enige grond om hem de val van Antwerpen (augustus 1585) te verwijten. Marnix ging in die tijd zover ervoor te pleiten de gehele Nederlandse Opstand te beëindigen, waarna hij bij Willem en de Staten-Generaal wegens "verraad" in ongenade viel.
Teruggetrokken op zijn herbouwde kasteel Aldegonde bij West-Souburg wijdde hij zich aan het schrijven. De Staten van Holland droegen hem in 1594 op de Bijbel te vertalen, waarvoor hij naar Leiden verhuisde, maar door zijn overlijden (1598) kon hij die klus niet klaren. Hij is in het koor van de Pieterskerk begraven.
Marnix van Sint-Aldegonde heeft een belangrijke bibliotheek nagelaten.

## Huwelijken en nakomelingen
Filips van Marnix trouwde opeenvolgend met:
- Philippotte van Belle dite de Bailleul (vier kinderen).
- Catherine Van Eeckeren (twee kinderen).
- Jossine de Lannoy (kinderloos).

Uit het eerste huwelijk kwam zijn dochter Elisabeth voort, die met een Engelse legerofficier trouwde welke aan de zijde van de Nederlanders vocht gedurende de Tachtigjarige Oorlog. Zijn oudste zoon, Jacques de Marnix, getrouwd met Veronique Hoen van der Lippe, was zijn voornaamste erfgenaam, maar overleed zes weken na hem. Zijn dochter Walburga erfde onder meer Souburg en Sint-Aldegonde. In 1610 werd ze meerderjarig en in 1616 trouwde ze met Willem van Oldenbarnevelt.

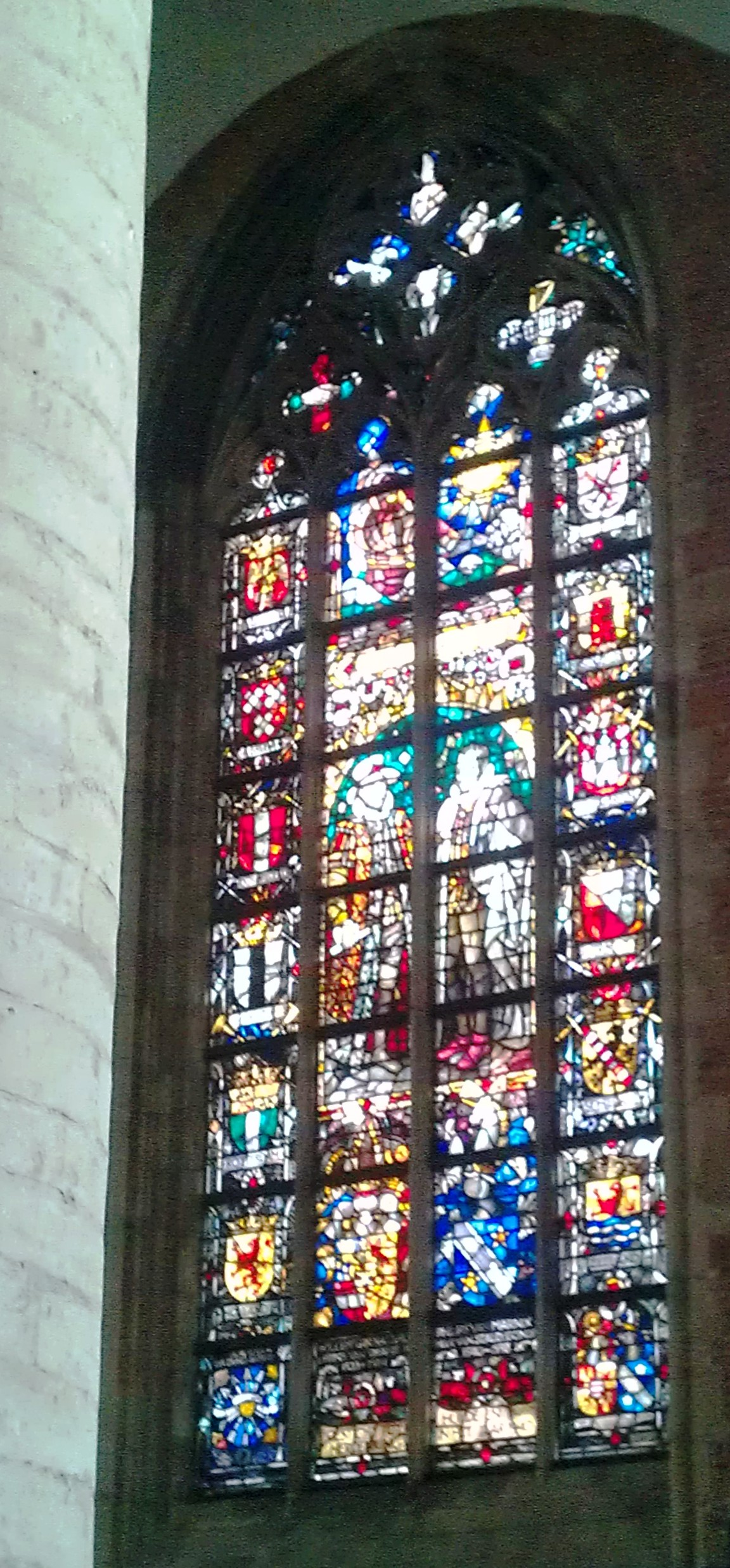
Marnixraam (1940) gewijd aan Filips van Marnix in de Pieterskerk te Leiden.
(foto: Ton Boon)

## Voornaamste werk
Marnix van Sint-Aldegonde schreef talrijke werken in het Nederlands, Frans en Latijn. Dankzij zijn kennis van het Grieks en Hebreeuws maakte hij ook Bijbelvertalingen.
- Van de Beelden afgheworpen in de Nederlanden in Augusto 1566.
Pas in 1871 voor het eerst in druk verschenen, maar in 1567 reeds in het Frans als Vraye narration et apologie des choses passées au Pays-Bas: touchant le fait de la religion, en l'an 1566.
- Het Advys aengaende de Twist in de Nederduytsch Hervormde Kercke tot London in Engellandt, Anno 1568.
- Van ende aen denselven als de voorgaende.
- 1569: Den Byencorf der H. Roomsche Kercke.
Eerder satirisch dan betogend geschrift, ongedateerd verschenen onder de fictieve naam Isaac Rabbotenu. Nadien werkte hij het verder uit in het Frans tot het 1500 bladzijden tellende Tableau des differens de la religion.
- 1580: Het boeck der psalmen Davids.
- 1583: Ratio instituendae iuventutis.
Postuum verschenen werk (1615) over onderwijs, waarin hij er onder meer voor pleitte kinderen op heel jonge leeftijd onder te dompelen in vreemde talen.
- 1589: Trouwe vermaninge aen de christelicke gemeynten van Brabant, Vlaenderen, Henegauwen ende andere omliggende Landen.
Dit is een traktaat over de grenzen van godsdienstige verdraagzaamheid.
- 1592: Kort Begrip. Diverse synodale bepalingen, met name uit het noorden van Nederland bepleitten het gebruik ervan.[5]

## Eerbetoon
- In onder meer Amersfoort, Amsterdam, Den Haag, 's-Gravenzande, Haarlem, Leeuwarden, Leiden, Roosendaal, Utrecht, Vlaardingen en West-Souburg zijn bruggen, kades, lanen en straten naar Marnix vernoemd.
- In Ede is een school, het Marnix College, vernoemd.
- In Haarlem-Noord werd in de periode 1951-1955 het Marnix van Sint Aldegonde College gebouwd.
- In Gent werd de Filips van Marnixstraat naar hem vernoemd in het kunstenkwartier. In Antwerpen werden de Marnixplaats, met een standbeeld aan de Watergeuzen gewijd, evenals de Sint-Aldegondiskaai naar hem vernoemd. De Marnixstraat in Antwerpen is vernoemd naar zijn broer Jan van Marnix van Sint-Aldegonde (1538-1567).
- In 2012 werd in de tuin van het Koninklijk Museum voor Schone Kunsten Antwerpen, vlak bij de Marnixplaats, het Standbeeld van Willem van Oranje en Filips van Marnix van Sint-Aldegonde onthuld, naar een ontwerp van Jean-Paul Laenen[6].
- In de Hoogstraat in zijn geboortestad Brussel is aan de gevel van de basisschool Baron Steens een standbeeld van Marnix geplaatst. Beeldhouwer is Victor De Haen (1866-1934); het beeld is uit 1896.
- Op de Brusselse Zavel staat een standbeeld van Filips van Marnix, van kunstenaar Paul De Vigne.

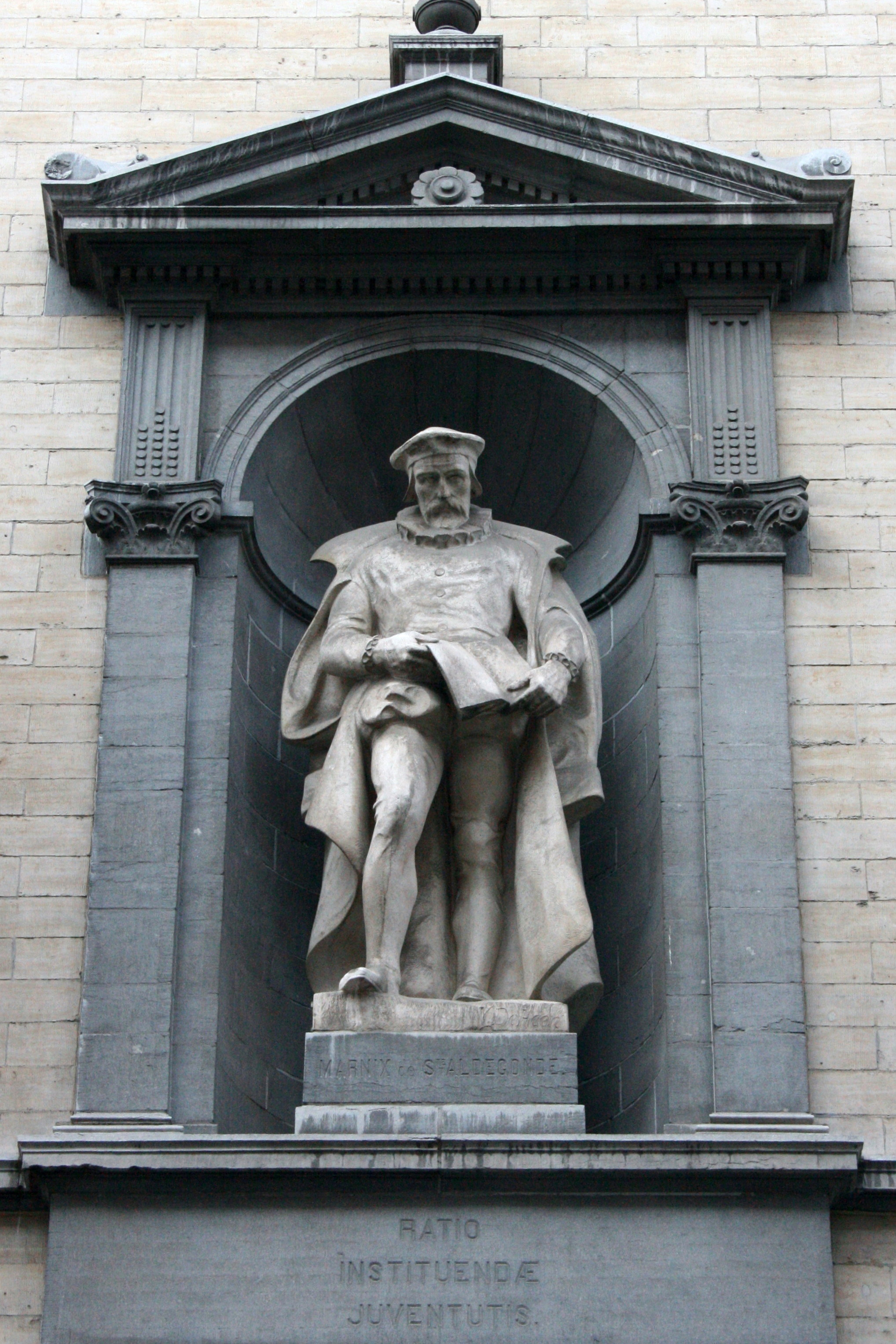
Standbeeld aan de gevel van de Hoogstraat 255 in Brussel

- In de Pieterskerk in Leiden is in juni 1940 het Marnixraam geplaatst, een glas-in-loodraam gewijd aan Filips van Marnix en Willem van Oranje. Aanleiding vormde de 400ste geboortedag van Filips, gecombineerd met het 74e lustrum van de universiteit, die in 1575 door de prins was gesticht. Het glas is terstond weer verwijderd en in de zomer van 1945 teruggeplaatst. Het plaatsen van het glas is door sommigen beschouwd als een daad van sympathie en door anderen als een daad van verzet jegens de bezetter. Maar omdat het initiatief voor de plaatsing teruggaat tot het midden van de jaren 30, is geen van beide erg waarschijnlijk.[7] Het glas is ontworpen door Georg Rueter en vervaardigd door glasatelier W. Bogtman in Haarlem.
- Naar Marnix zijn onder andere de vrijmetselaarsloge Marnix van St.-Aldegonde in Antwerpen, het Marnix Gymnasium in Rotterdam, de Marnix Academie in Utrecht en de serviceclub Marnixring vernoemd.
- Mannen verzetsdispuut genaamd M.A.R.N.I.X. opgericht in 1941 van het Amsterdamsch Studenten Corps.
- In de Noord-Brabantse plaats Hapert was een school vernoemd naar Marnix van Sint Aldegonde. De school sloot zijn deuren op 1 augustus 2013.
- De Stoomvaart Maatschappij Nederland vernoemde in 1930 een luxe passagiersschip Marnix van Sint-Aldegonde naar Filips. Het schip werd bekend door de heldhaftige verrichtingen in de Tweede Wereldoorlog.
- Een veerboot uit 2021, die op de Schelde te Antwerpen vaart, werd de Marnix Van Sint Aldegonde gedoopt.

## Trivia
- Minder bekend is Marnix' werk als cryptograaf. Hij wordt beschouwd als de eerste cryptograaf in de Nederlanden. Hij ontcijferde bijvoorbeeld versleutelde berichten van de Spanjaarden voor Willem van Oranje.
- In 1569 schreef hij over sagen van "rootcousken".[8]
- Hoewel het niet zijn voornaam was, geniet de naam Marnix in de 19e, 20e en 21e eeuw in Nederlandstalige landen enige populariteit als voornaam.
- Leden van het geslacht De Marnix de Sainte-Aldegonde, waarvan het hoofd de titel graaf draagt, behoren nog steeds tot de hoge Belgische adel. Een nazaat bewoont het omwald neogotisch kasteel van Bornem.
- In 1887 werd voor de twee keer een proces aangespannen door de (Franse) graven 'de Sainte-Aldegonde' tegen de (Belgische) graven 'van Marnix', wegens het 'usurperen' van de naam Sainte-Aldegonde. Ze verloren hun proces.[9]
- De 20e-eeuwse Vlaamse schrijver Jan Goris liet zich bij zijn keuze voor het pseudoniem Marnix Gijsen inspireren door Filips van Marnix van Sint-Aldegonde.
- Marnix kon Spaans en dit beïnvloedde zijn schrijven.[10]

## Voorouders
| Voorouders van Filips van Marnix van Sint Aldegonde | Voorouders van Filips van Marnix van Sint Aldegonde          | Voorouders van Filips van Marnix van Sint Aldegonde          | Voorouders van Filips van Marnix van Sint Aldegonde          | Voorouders van Filips van Marnix van Sint Aldegonde          | Voorouders van Filips van Marnix van Sint Aldegonde          | Voorouders van Filips van Marnix van Sint Aldegonde          | Voorouders van Filips van Marnix van Sint Aldegonde          | Voorouders van Filips van Marnix van Sint Aldegonde          |
| --------------------------------------------------- | ------------------------------------------------------------ | ------------------------------------------------------------ | ------------------------------------------------------------ | ------------------------------------------------------------ | ------------------------------------------------------------ | ------------------------------------------------------------ | ------------------------------------------------------------ | ------------------------------------------------------------ |
| Overgrootouders                                     | Claude de Marnix ∞ Marie de Vaudan                           | Claude de Marnix ∞ Marie de Vaudan                           | Jean de Cerff (1447–????) ∞ Marguerite van Haesebroeck (–)   | Jean de Cerff (1447–????) ∞ Marguerite van Haesebroeck (–)   | ? (–) ∞ ? (–)                                                | ? (–) ∞ ? (–)                                                | Philips van Spangen ∞ Anna van Bergen de Glymes              | Philips van Spangen ∞ Anna van Bergen de Glymes              |
| Grootouders                                         | Jean de Marnix (1483–1532) ∞ Jeanne de Cerff (1472–1507)     | Jean de Marnix (1483–1532) ∞ Jeanne de Cerff (1472–1507)     | Jean de Marnix (1483–1532) ∞ Jeanne de Cerff (1472–1507)     | Jean de Marnix (1483–1532) ∞ Jeanne de Cerff (1472–1507)     | Henri de Haméricourt ∞ Elisabeth van Spangen                 | Henri de Haméricourt ∞ Elisabeth van Spangen                 | Henri de Haméricourt ∞ Elisabeth van Spangen                 | Henri de Haméricourt ∞ Elisabeth van Spangen                 |
| Ouders                                              | Jacques de Marnix (1510–1557) ∞ Marie de Haméricourt (-1540) | Jacques de Marnix (1510–1557) ∞ Marie de Haméricourt (-1540) | Jacques de Marnix (1510–1557) ∞ Marie de Haméricourt (-1540) | Jacques de Marnix (1510–1557) ∞ Marie de Haméricourt (-1540) | Jacques de Marnix (1510–1557) ∞ Marie de Haméricourt (-1540) | Jacques de Marnix (1510–1557) ∞ Marie de Haméricourt (-1540) | Jacques de Marnix (1510–1557) ∞ Marie de Haméricourt (-1540) | Jacques de Marnix (1510–1557) ∞ Marie de Haméricourt (-1540) |
| Filips van Marnix van Sint Aldegonde (1540–1598)    |                                                              |                                                              |                                                              |                                                              |                                                              |                                                              |                                                              |                                                              |